# 詹前裕
詹前裕（1952年—），台灣膠彩畫家

## 生平
1952年出生於台灣的苗栗縣卓蘭鎮的書香世家，父親詹益鄉與伯父詹益川(筆名詹冰)都曾在二戰前先後赴日本留學，返國後均任教於卓蘭中學。初高中就讀台中市衛道中學時，受到美術老師陳其茂的啟發，同時仰慕叔父詹益秀的繪畫成就，毅然踏上藝術繪畫之路。1971年，詹前裕考試進入國立師範大學美術系就讀，先後受到李石樵、廖繼春、陳銀輝、王秀雄、廖修平、林玉山等諸位教授的薰陶；其中，林玉山老師對寫生觀念的引導對他的影響最深。 畢業實習一年後，詹前裕隨即考入中國文化大學藝術研究所並預先服完兵役。在研究所的學習中，是以書畫理論為主；在李霖燦的指導下，從宋代山水的研究中啟迪了他寫生據實與細膩。 畢業後，詹前裕先後任教過中國文化大學建築系及都市設計系、東海大學建築系、景觀系等，並於1983年加入由蔣勳擔任創系系主任的東海大學美術系，其後歷任副教授、教授，並擔任系主任、創藝學院院長等職。 直至2018年退休為止，在東海大學美術系任教36年，並獲得東海大學榮譽教授的頭銜。
詹前裕在藝術領域最為人所熟知的是其膠彩畫的創作以及開創膠彩畫的推廣教育。在膠彩畫的創作方面，源自於1985年台灣膠彩畫之父林之助受邀到東海大學美術系開設膠彩課程，詹前裕與學生們一同學習，並從此從水墨畫轉到膠彩畫的創作與教育。然而其深厚的水墨工筆技法，成為他細膩的膠彩畫創作之基礎與特色。在膠彩畫的教育與推廣上，先後培育並影響中生代和新生代的膠彩畫家，如李貞慧、張貞雯、林宣余等。並從2000年開始，陸續規劃各種交流性的畫展；並於2005年起，帶領師生前赴日本觀摩拓展以及走訪廈門大學藝術學院進行參觀交流。 另一方面，從2001年起籌劃「膠彩畫夏令研習營」，將膠彩畫的資源與教育向下扎根到國中小學教師，獲得了財團法人紀慧能藝術文化基金會的長期支持。知名的藝術評論家王秀雄讚譽詹前裕是「戰後膠彩畫教育之父」。

## 學經歷
1952  出生於苗栗縣卓蘭鎮
1975  國立台灣師範大學美術系畢業
1980  中國文化大學藝術研究所碩士
1990  擔任東海大學美術系主任
1992  升任教授
1996  再度接任東海大學美術系主任
2003  兼任國立台灣師範大學美術系碩士在職專班教授
2009  擔任東海大學創意設計暨藝術學院院長
2010  擔任台灣美術院院士
2013  第三次擔任東海大學美術系主任
2018  於東海大學退休並獲得榮譽教授殊榮 

## 著作
1986  《中國水墨畫》，藝術圖書公司。
1986  《展子虔游春圖考》，京華出版社。
1988  《彩繪花鳥》，藝術圖書公司。
1989  《彩繪山水》，藝術圖書公司。
1992  《溥心畬繪畫藝術之研究》，臺灣省立美術館。
1992  《膠彩畫》，台灣省政府教育廳。
1996  《張穀年繪畫藝術之研究》，臺灣省立美術館。
1997  《林之助繪畫藝術之研究》，臺灣省立美術館。
2003  《郭雪湖繪畫藝術研究專輯》，國立台灣美術館。
2004  《溥心畬》，藝術家出版社。

## 個展
1983  水墨畫個展於華岡博物館、尚雅畫廊。
1984  水墨畫個展於臺中市立文化中心。
1999  膠彩畫個展巡迴於東海大學藝術中心、台南縣立文化中心、靜宜大學藝術
中心。
2003  膠彩畫個展於中興大學藝術中心。
2005  膠彩畫個展於臺灣創價學會各藝文中心巡迴展出。
2009  「傳承與開創—詹前裕膠彩畫展」於國立臺灣美術館。
2015  「而立豐采—詹前裕膠彩創作30週年紀念展」於臺中市屯區藝文中心。
2017  「大度山藝向—詹前裕膠彩回顧展」於東海大學藝術中心。
2018  〈立足大度山一詹前裕膠彩創作展〉於静宜大學藝術中心。

## 策展
1995  東海大學美術系教育十年展，臺灣省立美術館、台北市立美術館。
2000  大度山膠彩畫展，臺灣港區藝術中心。
2000  東海大學與師大美術系研究所國畫教學比較展，台中文英館、草土舍畫廊
2001  膠彩‧膠彩新風貌展，靜宜大學藝術中心、元智大學、屏東師院。
2002  在復古與創新之間—臺灣膠彩新風貌，台北縣文化局、台中市文化局。
2004  膠彩畫夏令營師生創作展，東海大學藝術中心。
2007  膠彩‧重彩‧岩彩—兩岸現代繪畫的另一個向度，東海大學藝術中心、關渡美術館。
2009  海峽兩岸膠彩、岩彩畫展，廈門市美術館，東海大學藝術中心。
2012  丹青風華—兩岸膠彩‧岩彩畫展，東海大學藝術中心、廈門市美術館。
2014  東海大學美術系膠彩畫七人展，全球藝術中心。
2016  人文與文人—東海水墨與教彩的離合，國立歷史博物館，東海大學藝術中心。

## 評審
國立臺灣美術館展品審查委員、典藏委員(1990-2017)
台北市立美術館典藏審議委員(1992-2015)
高雄市立美術館典藏委員(1993-2011)
教育部文藝創作獎評審委員(1994、1997)
全國美展評審委員(1998、2004、2012、2014、2016、2018-2019)
全省美展評議委員(2001-2006)
大墩美展評審委員(2001、2002、2004-2006、2009、2011-2012、2015-2016、2018)
南瀛美展評審委員(2002、2004、2006、2010)
國父紀念館展覽審查委員(2003-2015)
國家文藝獎評審委員(2004、2007、2011、2014)
文化部「藝術銀行購入計畫」評審委員(2014-2019)

## 膠彩畫創作時期

### 媒材突破時期(1995-2001)

#### 松石格系列(1997-1998)
從1995年的〈南島夕照〉至「松石格系列」採用了能呈現富麗堂皇風格的金箋紙，呈現中國唐朝的金碧山水與文人氣息。

#### 海岩系列(1998-2001)
海岩系列的媒材從金箋紙再轉換至麻紙，有別於絹本的通透性和金箋紙的富麗堂皇，用最厚實的紙本來呈現海岩的剛硬。並在海岩作品中大量使用了金箔和金粉呈現岩石受光線的反射。

### 主體創新時期(2001-2006)

#### 野鳥之夢系列(2001-2003)
野鳥之夢有別於過去用客觀觀察者的角度對鳥類和花卉進行寫生；而是以野鳥作為主體，以野鳥的想像與夢境作為背景進行創意融合。

#### 雪韻系列(2004-2006)
雪韻系列一樣是以雪作為主體，因著雪的可塑性在不同的植物和岩石上附著，產生了千變萬化的韻律與姿態。

### 宗教探尋時期(2007-2011)

#### 聖地系列(2007-2010)
聖地系列則是從聖地的景點和古蹟中，去追憶過往的宗教事件，透過各種象徵和記號來呈現這些遺跡神的神聖性。

#### 福音西傳系列(2010-2011)
此系列以顏色來詮釋這些在基督福音傳播中的重要遺跡所呈現的意涵。

### 多元經驗表現時期(2012-)

#### 玉山圓柏系列(2012-2014)
此系列以玉山圓柏樹木的型態與樣貌來呈現人生的百態，如豐盛、群聚、長青、枯寂等。

#### 五彩山系列(2014-2016)
此系列以一日的時辰(如：晨、晝、夕、夜)和自然景觀的主題(如：川、雲、雪、虹)來呈現五彩山岩石的繽紛樣貌。

#### 牡丹小品系列(2015)
此系列是以多品種的牡丹花及其葉子的雙重色彩搭配的小品。

#### 東海大學系列(2017)
畫家在即將退休之祭，以任教35年的東海大學為題，從「聲」和「光」來呈現自身對東海大學的宗教、人文與自然景觀的感受意境。